# Айно Кюльванд
Айно Гансівна Кюльванд (до шлюбу Кійгемягі; 17 грудня 1921, Ааспере — 19 березня 2005, Таллін) — радянська естонська оперна співачка (сопрано).

## Життєпис
У 1949 році закінчила Талліннське музичне училище за класом співу Отта Раукаса та Олександра Ардера. У 1955 році закінчила клас співу Талліннської державної консерваторії у Тійта Куузика.
У 1944—1954 роках співала у хорі Театру опери та балету «Естонія», у 1954—1978 роках була солісткою цього театру. Серед партій — Амелія («Бал-маскарад»), Аїда, Дездемона («Отелло»), Тоска та ін.
З 1978 по 1996 рік викладала на факультеті музичної педагогіки Талліннської державної консерваторії (з 1993 року Естонської академії музики).

## Особисте життя
Її чоловіком був музикознавець Харрі Кюльванд (1919—1973).

## Нагороди
- 1964 — Заслужений артист Естонської РСР
- 2003 — Премія Георга Отса